# Boks na Mediteranskim igrama 2013.
Boks na Mediteranskim igrama 2013. održavao se od 21. do 26. lipnja. Sportaši su se natjecali u deset težinskih kategorija samo u muškoj konkurenciji.

## Osvajači medalja
| Kategorija | Zlato                   | Srebro              | Bronca                                 |
| Papir      | Mohamed Flissi          | Ferhat Pehlivan     | Ramy Elawady Manuel Cappai             |
| Muha       | José Kelvin de la Nieve | Vincenzo Picardi    | Erdal İnanlı Abdelali Daraa            |
| Bantam     | Reda Benbaziz           | Hesham Abdelaal     | Elias Friha Mehmet Topçakan            |
| Laka       | Sofiane Oumiha          | Bünyamin Aydın      | Fabio Introvaia Mohamed Amine Ouadahi  |
| Poluvelter | Abdelkader Chadi        | Fatih Keleş         | Alexandros Tsanikidis Eslam Mohamed    |
| Velter     | Ilyas Abbadi            | Youba Sissocko      | Alfonso Di Russo Mohamed Amine Meskini |
| Srednja    | Adem Kılıççı            | Hosam Abdin         | Luca Capuano Fatlum Zhuta              |
| Poluteška  | Abdelhafid Benchabla    | Abdelkader Bouhenia | Avni Yıldırım Džemal Bošnjak           |
| Teška      | Fabio Turchi            | Josip Bepo Filipi   | Nikola Milačić Fotios Arapoglou        |
| Superteška | Roberto Cammarelle      | Ali Eren Demirezen  | Mohammed Arjaoui Madian Ahmed          |